# Molí d'en Parera (Aiguaviva)
El Molí d'en Parera és una masia del municipi d'Aiguaviva (Gironès) que forma part de l'Inventari del Patrimoni Arquitectònic de Catalunya.

## Descripció
És una masia situada a pocs metres de l'accés de la pista de l'Aeroport de Girona - Costa Brava que es troba en estat força ruïnós i sense cap mena de conservació. Primitivament era de forma basilical amb murs de càrrega de pedra volcànica pròpia de la zona. Interior amb algunes biguetes de ferro en estat dolent. Forjats de fusta. Inscripció de "Dalmau Parera me pech". Molí d'aigua a l'ampliació de totxo. Molí d'aigua a l'ampliació de totxo lateral.